# Sven Düring
Sven Ingemar Düring, född 8 december 1932 i Göteborg, är en svensk barn- och ungdomspsykiater.
Düring, som är son till professor Ingemar Düring och Lisa Swedberg, avlade studentexamen i Göteborg 1950, blev medicine kandidat vid Göteborgs medicinska högskola 1953, medicine licentiat vid Göteborgs universitet 1958 och specialist i barnaålderns psykiska och nervösa sjukdomar 1966. Han var tillförordnad underläkare och biträdande barnpsykiater vid Göteborgs stads psykiska barna- och ungdomsvård 1958–1959, tillförordnad underläkare vid barnkliniken i Uddevalla 1959, underläkare på S:t Jörgens sjukhus 1959–1960, underläkare på barnkliniken i Uddevalla 1960–1961, underläkare vid barnpsykiatriska kliniken på Göteborgs barnsjukhus 1961–1966, vikarierande biträdande överläkare där 1967 och överläkare vid poliklinik 3 inom Göteborgs stads psykiska barna- och ungdomsvård från 1967. Han var förtroendeläkare hos Föreningen för utvecklingsstörda barn från 1966 och läkare vid dess korttidshem i Jonstorp från 1967. Han blev marinläkare av första graden 1966, i reserven 1968.